# 審判員 (野球)

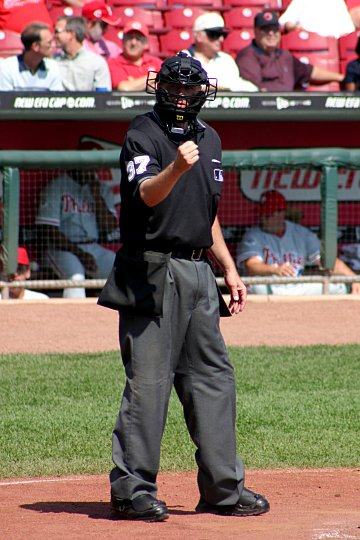
メジャーリーグの球審。顔面保護用のマスクを着用、ボール袋を腰に下げ、さらにシャツの下にプロテクターを着込んでいる。

野球において審判員（しんぱんいん）または、アンパイア (英: umpire(s)) は、試合の進行と判定を行う者である。

## 審判員の所属
MLBの審判はアマチュアゲームを皮切りに、マイナーリーグの審判を経験し、一握りの者だけがメジャーリーグの審判を務めることができる。
日本プロ野球では1950年の2リーグ分裂後、セントラル野球連盟、太平洋（パシフィック）野球連盟それぞれで審判員を採用していたが、2011年より各リーグの審判業務を統合し、日本野球機構審判部の審判委員として活動することになった。

## 審判団の構成

### 責任審判員
審判団の責任者を責任審判員という。少年野球では球審が審判の責任者（責任審判員）を兼務していることが多い。ただし日本プロ野球の場合は「球審＝責任審判員」とは必ずしも限らない。

### 各審判員

#### 球審
球審（きゅうしん、英: umpire-in-chief ; plate umpire）は、通常は捕手の後方に配置されるが、単独審判制で審判を行う場合には、状況に応じて、投手の後方に位置することもある。試合を司る重要な役割を担い、その任務は、投球の判定や打者に対する判定、競技の進行に関わる宣告など多岐にわたる。特に投球の判定は、1試合につき200球～400球ほどに及び、膨大な集中力と持久力が要求される。また、投球やファウルボールが球審の身体に当たることも珍しくなく、他の審判員と異なり、怪我防止のために防具を装備する必要がある。
従来は新聞報道、実況放送、場内アナウンス、スコアボード等で球審を指して主審（crew chief ; chief umpire）と呼んでいたが、野球には主審という肩書名称の審判員は存在しない。主審に相当するのは責任審判員であり、球審が責任審判員であるとは限らない。球審を主審と呼ぶ例は減りつつあるが、使用例も散見される。
スコアボードでは、「CH」、「PU」、「PL」、あるいは単に「球」と表記される。

#### 塁審
塁審（るいしん、英:base umpire(s) ; field umpire(s) ）は複数審判制で審判を行う場合に、内野に配置される審判員のことをいう。日本のプロ野球でもっとも一般的である4人審判制では、塁審は通常、一塁・二塁・三塁の各塁付近に位置する。3人審判制・2人審判制では、塁審の数がそれぞれ2人・1人となり、球審とともに、走者や打球の状況によってそれぞれフォーメーションを対応させながら判定を行う。6人審判制では塁審に加えて外野にも審判員（外審）が配置される。いない場合は、一塁・三塁の塁審が外野に飛んだ打球についても判定の責任を持つ。
一塁や三塁に塁審が立つ場合は、原則としてファウルラインをまたがず、ファウルライン際のファウルグラウンドに立つ。これは万が一飛球が塁審に当たった場合に、迷わずファウルボールと判定できるためである。二塁塁審が内野内に位置する場合は、選手のプレイの妨げにならないよう注意しながら、腰を落とした低い姿勢で身構える（膝を突いた体勢で構えると、打球が飛んできた場合など、とっさのときに身動きが取れなくなってしまうので、膝は突かない）。しかし備えてはいても、予想しなかったバウンドをした打球に当たったり、周りが見えていない選手の体当たりを受けたりするハプニングが発生する。内野内にいる二塁塁審に打球が当たった場合は打者に一塁が与えられる（規則5.06(c)(6)）。

#### 外審
外審（がいしん）は、6人審判制のときに外野に配置される審判員のことをいう。外野審判（がいやしんぱん）とも呼ばれる。レフト側とライト側に各1名が配置され、英語での呼称はそれぞれ left field umpire, right field umpireである。以前は線審、またはラインアンパイアーと呼ばれていたが、外野の広範囲における打球の判定を行うことから、現在ではこの名称で呼ばれている。
定位置は、かつては主にオーバーフェンスかどうかなどの判定をしやすいよう外野フェンス際でファウルラインをまたいだ位置となっていたが、現在はハーフスイングの判定をしやすいようファウルポールと一・三塁ベースとの中間からフェアグラウンド内に約1.5メートル入った地点である。
NPBではセ・リーグが1990年から、パ・リーグでは1996年から公式戦・オープン戦において外審を廃止し、4人審判制で試合を行っている。4人審判制では一塁・三塁塁審が外審の役割を兼ねるが、塁審の位置から外野フェンスまでは距離があり、両翼ポール際に飛んだ打球の判定（本塁打かファウルボールか等）でしばしば判定抗議による試合中断などが起きたため、NPBでは2010年シーズンからビデオ判定制度（現在のリクエスト制度）が導入された（当初は本塁打かどうかの判定のみ）。現在、NPBが外審を置くケースは日本シリーズ・クライマックスシリーズおよびオールスターゲームのみとなっている。
高校野球では、阪神甲子園球場で行われる選抜高等学校野球大会、全国高等学校野球選手権大会において、日没以降の試合（ナイター）となる場合に限り、外審が配置される。

### 控え審判員制度
公認野球規則4.19〔注〕の定めに基づき、日本のアマチュア野球では提訴試合が認められていない。そのため日本のアマチュア野球における公式試合では、試合担当審判員が規則適用を誤った場合、それによって起こる抗議や紛争を即時解決できるような規定を定め、これに基づいて控え審判員の制度を設けていることが多い。
控え審判員は、試合を担当する審判員が規則適用に関する明らかな間違いを犯している場合には、誤った規則を適用されたチームの抗議の有無に関係なく、その誤りを訂正させることができる。たとえば、アウトカウントやボールカウントを常に確認し、カウントの間違いがあれば訂正させることができる。 また、試合を担当する審判員が裁定に苦しむときは、控え審判員と協議することができるうえに、試合担当審判員は控え審判員にその裁定を仰ぐこともできる。
日本プロ野球にも控え審判員は置かれているが、プロの場合は試合担当審判員の急病や、事故などのときに緊急出場する場合、リクエストなどの際の判定の決定などのために置かれており、目的が異なる。

## 審判員の任務
野球の審判員は球審・塁審・外審の区別なく、タイム、ボーク、インフィールドフライ、反則投球などによるボールの汚損の宣告、その他、ルールの適切な適用を行う権限が同等に与えられており、これを遂行する任務がある。

### 球審
さらに球審には以下のような任務がある。
- 試合の進行に関する全ての権限を持つ。
  - 競技の開始または再開する際の「プレイ」の宣告(「プレイボール」ではなく「プレイ」と宣告する)
  - 試合終了の際の「ゲーム」の宣告（「ゲームセット」ではなく「ゲーム」と宣告する）
  - 没収試合（フォーフィッテッドゲーム）の裁定。
  - 選手の打順及び守備位置の発表。
  - 選手交代の受付・発表。
- 投球の判定…ストライクまたはボールの宣告とそのカウント。
- 打者に関する全ての判定…死球や反則打球の判定など。

### 塁審
塁審は主に塁における判定や走者に関する判定を行うが、試合の状況によっては定位置にあたる塁以外でも判定を行う場合がある。また、一塁または三塁に位置する塁審にあっては、ハーフスイングのときに球審から要求があった場合の、スイングの判定も重要な役割となる。
飛球を捕球できたか否か（アウト、ノーキャッチ）や、打球のファウルボール、フェアボールの判定、スタンドに入ったボールが本塁打か否か（エンタイトルツーベースあるいはファウルボール）などの判定については、内野を越えるまでは原則として球審が、塁を超えていく打球については原則として塁審が判定を行う。さらに外審が配置されている場合は、塁審の頭上を越えて外野に飛んでいく打球について外審が判定を行う。

## 主な宣告用語やジェスチャー
プレイ
右腕をまっすぐ伸ばし、人差し指を投手方向に向けて「プレイ」と宣告する（「プレイボール」とは宣告しない）。数年前までは右腕をまっすぐ頭上へ伸ばし、手のひらを投手方向へ向けて「プレイ」と宣告していた（宣告できるのは球審のみ）。試合開始のみならず、タイムやボールデッドからの再開の場合にも宣告する。
タイム
両手を「ハ」の字に開いて「タイム」と宣告する。この際、両肘を肩より上げる。ボールデッド全般に使う。
ストライク
右手を握り、右腕を右斜め前約45度力強く上げて「ストライクワン」「ストライクツー」「ストライクスリー」と宣告する。特に、見逃し三振の場合は、右拳を強く振るなどのひときわ大きな動作で「ストライクスリー」と宣告することがある。ただし、打者が投球を空振りした場合は、ストライクのジェスチャーは軽く行う。
ファウルチップ
宣告はしないが右手で左手を軽くこする。その際、打撃妨害のジェスチャーと見間違われないよう注意する。
ボール
構えた状態で「ボール・ワン（またはツー、スリー）」と宣告する。その際、首や顔を動かしてはならない。
フォアボール
「ボール・フォー」と宣告するだけでジェスチャーは特に行わない。かつては、ボールを宣告するとともに左手人差し指で軽く一塁を指差すジェスチャーを行っていたが、このジェスチャーは廃止された（一塁塁審へのハーフスイング判断要求と間違えられるおそれがあるため）。
ヒット・バイ・ピッチ
タイムと同じジェスチャーで「ヒット・バイ・ピッチ」と宣告する。
ファウルボール
タイムと同じジェスチャー。
フェア
フェアの打球に対しては発声せず、フェア地域側の腕を水平に伸ばして人差し指でフェア地域を指す。かつては、フェア地域側の腕を水平に伸ばして「フェア」と宣告していたが「フェア」と「ファウルボール」は同じ "F" 音で始まり区別がつきにくいので、現在は発声しない。
アウト
右手を握り、腕をまっすぐ頭上に上げて「アウト」もしくは「ヒズ・アウト(He's out)」と宣告する。野手がフライやライナーを捕球した場合には、アウトと同じジェスチャーで「キャッチ」もしくは「ザッツ・ア・キャッチ(That's a catch)」と宣告する。プロ野球の審判員では、走者が本塁で捕手に触球された場合やクロスプレイなど、際どいタイミングで走者をアウトと判断した場合、右手の拳を勢いよく振りおろすなどのひときわ大きな動作で「アウト」または「ヒズ・アウト」と宣告することもある。
セーフ
両腕を水平に伸ばして「セーフ」と宣告する。ただし、走者が触球されずにセーフだった場合は、「ノータッグ」と宣告するのが望ましい。アウトサイドプロテクターを用いている球審の場合、左手はアウトサイドプロテクターを抱えているので、その場合、右手のみで「セーフ」のジェスチャーをしてもよい。
走塁妨害（オブストラクション）
ただちにボールデッドとする場合はタイムと同じジェスチャーで、ただちにボールデッドとしない場合は走塁妨害をした野手を指差して、「走塁妨害」または「オブストラクション」と宣告する。
守備妨害（インターフェア）
妨害をした走者、または打者走者を右手で指差し「守備妨害」または「インターフェア」と宣告する。
打撃妨害（インターフェア）
妨害を行った捕手に対して左手人差し指で「打撃妨害」または「インターフェア」と宣告する。プレイが続いた場合、プレイが一段落した後、改めて「タイム」を宣告して試合を止め、「打撃妨害」または「インターフェア」と宣告する。この際、公式記録員に対しても、右手で左手甲を叩きながら「打撃妨害」と知らせる。なお、球審が打撃妨害を認めた時点で、右手で左手甲を叩きながら「打撃妨害」と判定・ジェスチャーをしても構わない。
ボーク
投球時のボークは球審は宣告のみでジェスチャーは行わないが、塁審は投手を右手人差し指で指差しながら「ザッツ・ア・ボーク」と宣告する。送球時のボークは球審・塁審とも投手を右手人差し指で指差しながら「ザッツ・ア・ボーク」と宣告する。
ホームラン
右腕を頭上に上げ、人差し指だけを出してゆっくり大きく右腕を回す。
インフィールドフライ
人差し指でボールを指さし、「インフィールドフライ」と宣告する。ただしベースライン付近にあがった内野飛球の場合は、「インフィールドフライ・イフ・フェア」と宣告する。
ランスコア
主に球審が宣告する。走者が本塁に到達した場合、本塁を指差し「ランスコア」と宣告する。特に第3アウト成立とどちらが先かが重要となるタイムプレイなど、得点が成立していることを明示する場合は、引き続き公式記録員に対して「1点」と人差し指を立てて行う。
ノースコア
主に球審が宣告する。しばしばタイムプレイ時に見られる。走者が本塁に到達したのが第3アウト成立後であった場合、得点は認められないので、頭上で両手をクロスさせ、「ノースコア」、または「無得点」と公式記録員に対して行う。
ノーゲーム、タイゲーム、コールドゲーム
バックネット方向に向かい、右腕を頭上に上げ手のひらを開いて、「ノーゲーム」、「タイゲーム」、「コールドゲーム」と宣告する（宣告できるのは球審のみ）。
ゲーム
アマチュア野球のみの手順。球審のみが宣告する。両チームが本塁を挟んで整列した後、両チームの得点と勝者判定を述べたのち、右腕を頭上に上げ手のひらを開いて「ゲーム」と宣告する（「ゲームセット」とは宣告しない）。
退場
危険球を投じた投手に対して腕を斜め上にあげて、場外を人差し指で指すジェスチャーを行う。プロ野球やメジャーリーグの審判員では、選手および監督あるいはコーチの侮辱行為または暴力行為などに激昂した場合は、勢いよく身を躍らせたり片足を動かすなどのひときわ大きな動作で退場宣告を行うこともある。
公認野球規則あるいはOfficial Baseball Rules では審判員が宣告しなくてはならない項目が定められているが、そのジェスチャーは定められていない。統括団体によってはその団体主催の試合に限定してジェスチャーを規定している場合もある。

## 審判員のフォーメーション
審判が6人いる場合は判定担当地域がほぼ決まっているが、4人以下の場合は状況によって変わる。
例:4人制で走者無し、センター後方への飛球の場合
球審:三塁へ向かう。
一塁塁審:打者走者の一塁触塁を確認後、必要があれば本塁へ向かう。
二塁塁審:打球を追って外野へ向かう。
三塁塁審:二塁へ向かう。
まれに分担がうまくいかず二人の審判が別々の裁定を行ってしまうこともみられる。
アメリカ・メジャーリーグのレギュラーシーズンにおいては4人制が採用されており、オールスターゲームとプレーオフ、ワールドシリーズにおいてのみ6人制となっている。マイナーリーグでは基本的に4人制が採られることはなく、3Aは3人制（まれに4人制有）、2A・1A及びアマチュアは2人制となっている。
前述の通り、日本ではプロ・アマとも4人制が基本である。ただし、オールスターゲーム、日本シリーズ、および各リーグのプレーオフ (2007年からはクライマックスシリーズ) では外野審判を配置し6人制とすることになっている。かつてはセントラル・リーグが1989年まで、パシフィック・リーグが1995年まで、それぞれ公式戦全試合で外野審判を置いていた。プロ野球の二軍は3人制（まれに4人制あり）が採られる。社会人の硬式野球においては、都市対抗野球本選と日本選手権本選で2004年まで全試合外審が配置されていたが、2005年より廃止された。アマチュアでは3人制や2人制を敷いているところもある。
日没や濃霧などの理由で視界が悪くなってきた場合、試合途中から6人審判制に切り替える場合もある。
- 1961年4月27日・大阪スタヂアムの南海 vs 近鉄戦では、外野の靄が深いため7回から控え審判員をセンターに配置し、7人制審判で行われた。
- アマチュア野球では日没のため照明を点灯することになったときに配置される。
  - 甲子園球場での春・夏の高校野球全国大会では、球場内の照明灯6基全てが点灯した時点で、外野審判2人を追加して6人制となる。
  - 神奈川県の高校野球予選は、照明点灯時はもちろん、外野席を開放した試合でも外野審判を配置する。
  - 夏の予選準々決勝、準決勝、決勝戦のみ外審を置く都道府県もある（広島県、栃木県、群馬県、福島県（準々決勝から）、埼玉県、茨城県、東西東京、東西東京100回記念大会から）。

### 単独審判制
単独審判制の場合、審判員は球審のみである。球審は判定を行うにあたって最適な位置を占める。基本的には無走者の場合は本塁後方、走者がある場合には投手の後方に立つ。

### 2人審判制
本塁上に球審を配置するほか、塁審を1名配置する。塁審は、無走者の場合は一塁におけるプレイを判定する。走者がある場合には投手の後方に立ち、球審とともに各塁の判定を行い、打球、送球の状況に応じてフォーメーションを対応させる。

### 3人審判制
本塁上に球審を、一塁と三塁に塁審を配置する。フォーメーションは原則として以下のとおりであるが、走者や、打球、送球の状況に応じて対応させる。

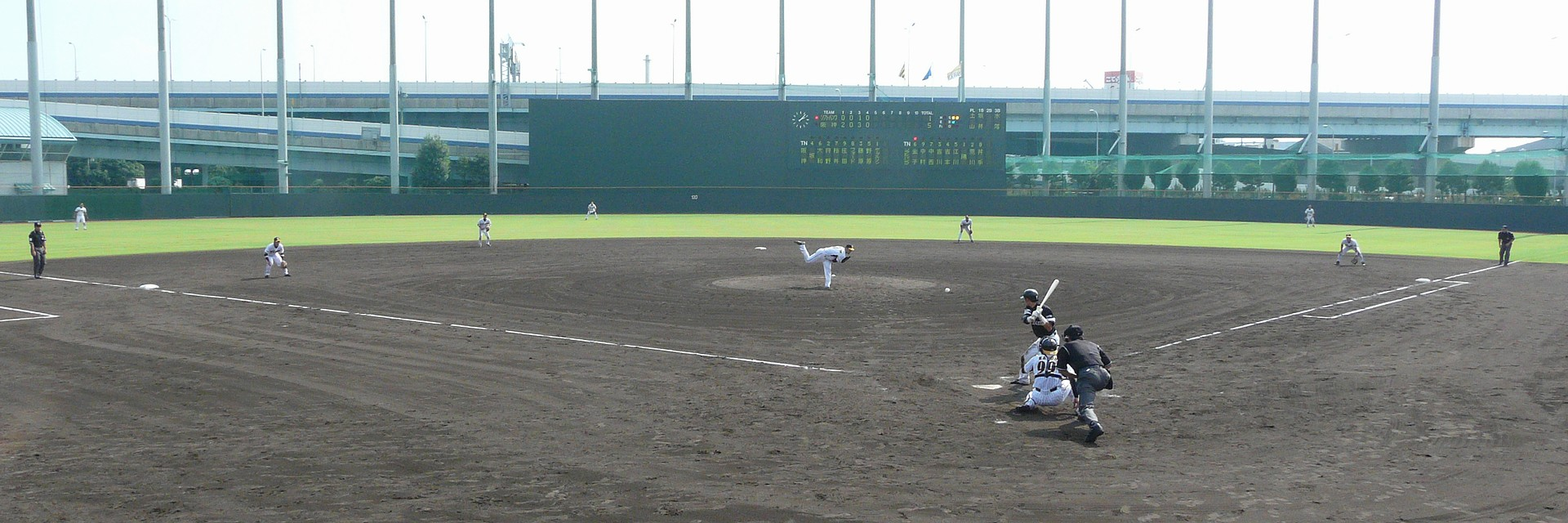
(1)無走者の場合
一塁塁審は一塁の後方、三塁塁審は三塁の後方に立つ。
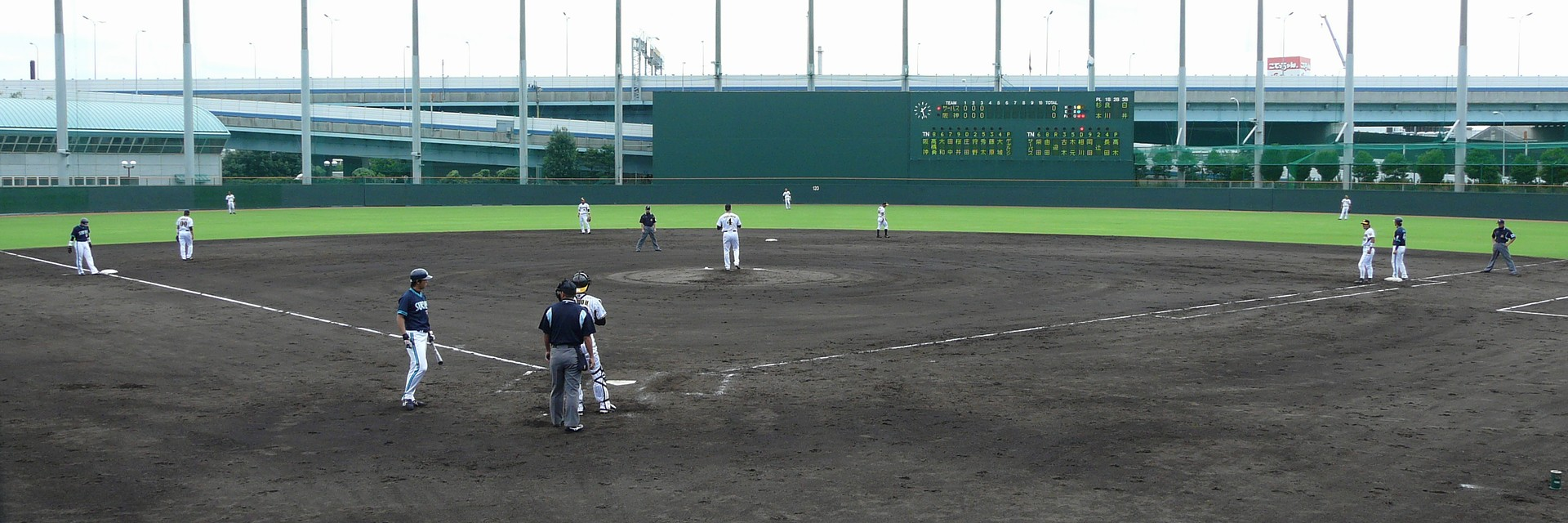
(2)走者一塁、一・二塁、一・三塁、満塁の場合
一塁塁審は一塁から3m程度後方に、三塁塁審は二塁から約5m離れた内野内（投手の後方）に立つ。
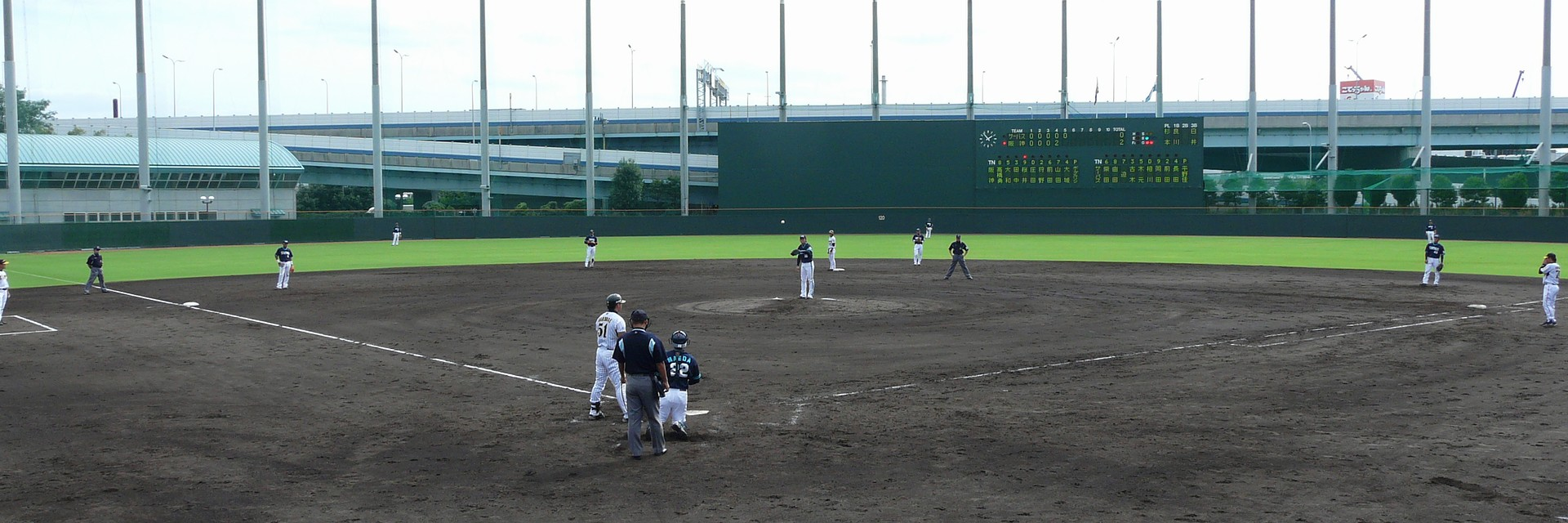
(3)走者三塁の場合
一塁塁審は一塁の後方、三塁塁審は三塁後方に立つ。
- (4)走者二塁、二・三塁の場合
一塁塁審は二塁から約5m離れた内野内（投手の後方）に立ち、一塁及び二塁の判定を受け持つ。三塁塁審は三塁から3m程度後方に立つ。

- (1)および(3)の場合
- (2)の場合
- (4)の場合

### 4人審判制
本塁上に球審、一塁、二塁、三塁の各塁に塁審を配置する。塁審は、走者の位置、打球、送球の状況に応じてフォーメーションを対応させる。
二塁塁審は、一塁・二塁に走者がいない場合(1)は一・二塁の延長線上（外野）に、一塁または二塁、あるいは両方に走者がいる場合(2)は二塁から約5m離れた内野内（投手の後方）に立つ。ただし三塁に走者がいて内野手が内野内に近い場所で守る場合は外野に立つ。

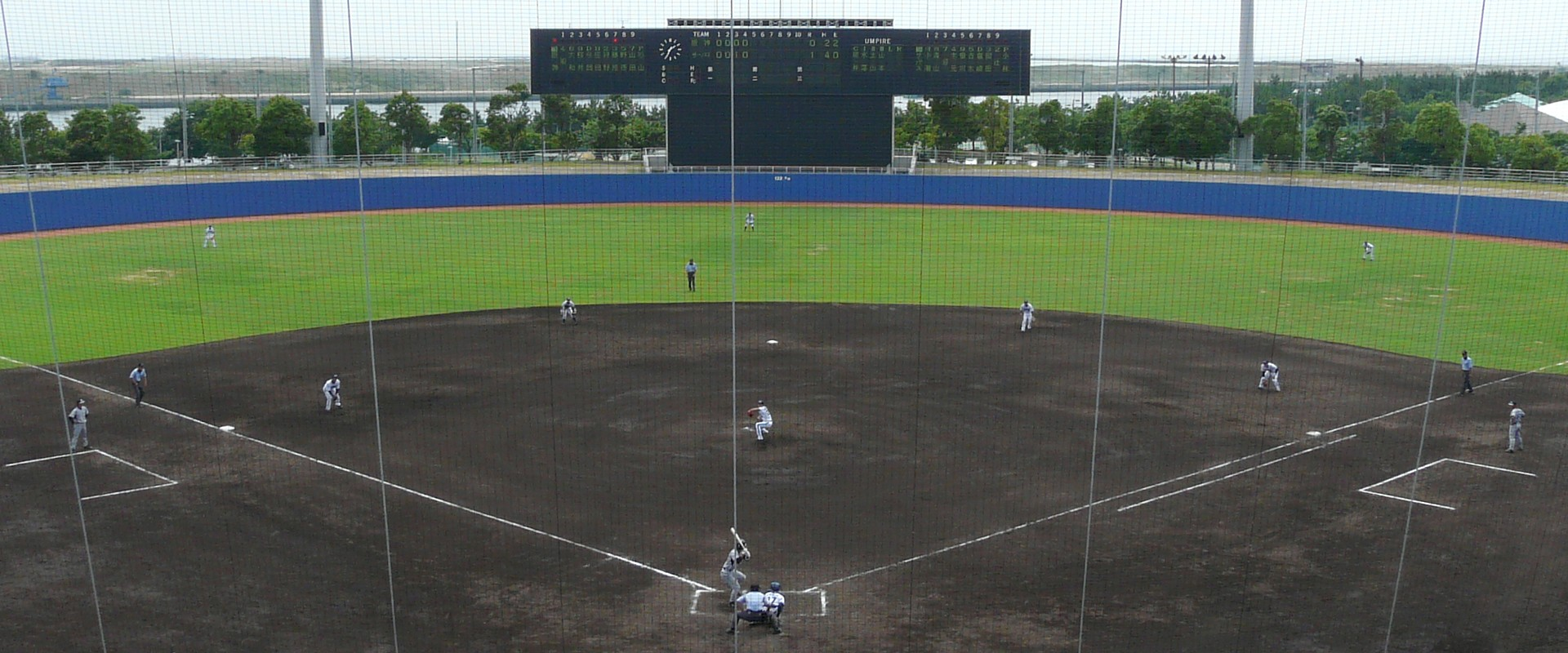
(1)の場合
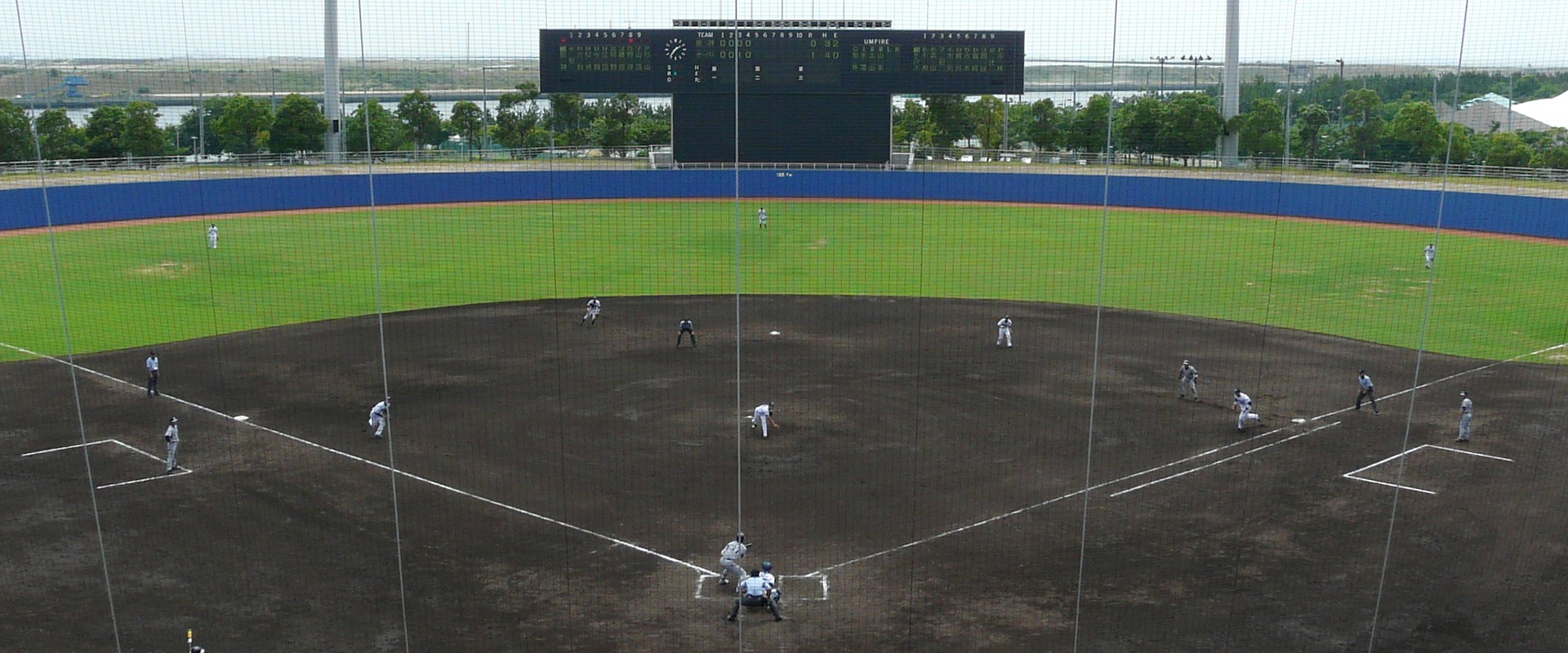
(2)の場合

### 6人審判制
6人審判制の場合は塁審に加えて左翼・右翼のファウルライン際に外審を配置する。外審が立つ定位置は、1990年代まではレフト側・ライト側にそれぞれ設置されているポールの真下であった。これは、観客席から打球が跳ね返りやすい構造の球場が多いため、打球が跳ね返ったときに、フェアゾーンのスタンドか、ファウルゾーンのスタンドか、どこに当たって跳ね返ったのかを見極めるためとされてきた。2000年代からは観客席から打球の跳ね返りが少ない球場が増えてきたため、左翼側の場合はレフトポールと三塁との中間地点で内側へ約1.5メートル入った地点、右翼側の場合はライトポールと一塁との中間地点で約1.5メートル内側へ入った地点とされている。1.5メートル内側へ入る理由は、外審の立つ位置から球審・捕手・打者・投手の動作を完全に見るためである。

### 特殊な事例
- 2014年7月26日に三条市民球場で行われた二軍ウエスタン・リーグの阪神対中日戦で、5回裏終了時に熱中症の症状を訴えて一塁塁審・今岡諒平が同じく熱中症を訴えた阪神・緒方凌介とともに途中退場。この試合は3人審判制で、予備の審判がいなかったため、三塁塁審の須山祐多が一塁塁審も掛け持ちすることとなった。当日の三条市内の気温は試合開始前にすでに37度を記録しており、試合中に審判の人数が変動する事態となった[10]。
- 2022年8月2日にバンテリンドーム ナゴヤで行われた二軍ウエスタン・リーグの中日対阪神戦で、当初は3人制審判で行われる予定であった当日の試合が何らかの事情により、球審笹真輔、二塁塁審山村裕也の2人制審判にて試合が行われた。試合では山村が走者がいない場合は一塁塁審を務め、走者が出塁した際はマウンド後方あたりに移動した。なお、左翼方向への打球は笹がジャッジした[11]。

## 球審の構え方

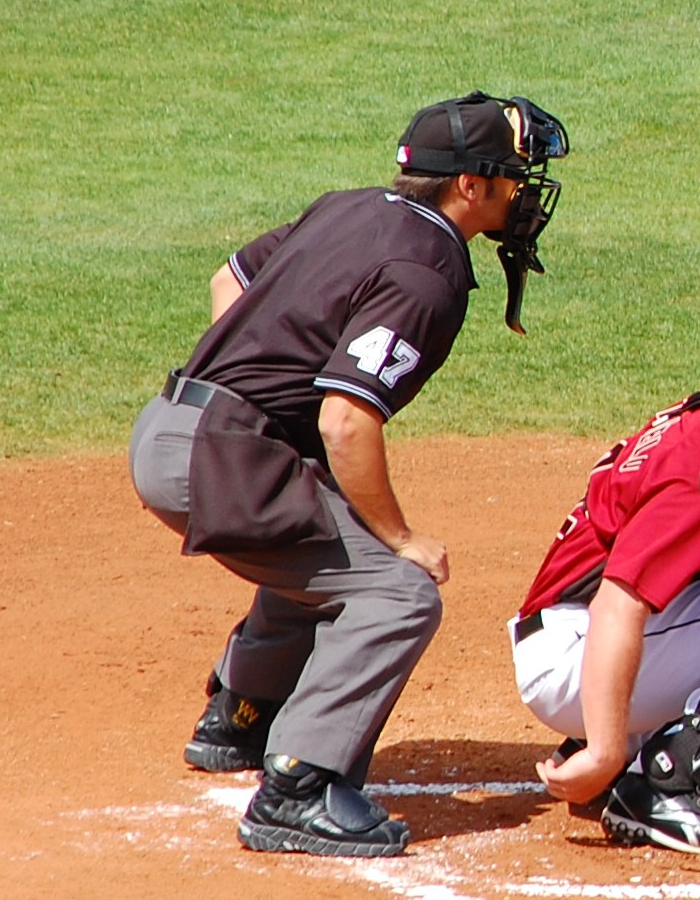
スロットスタンスで構える球審（マーク・ウェグナー）

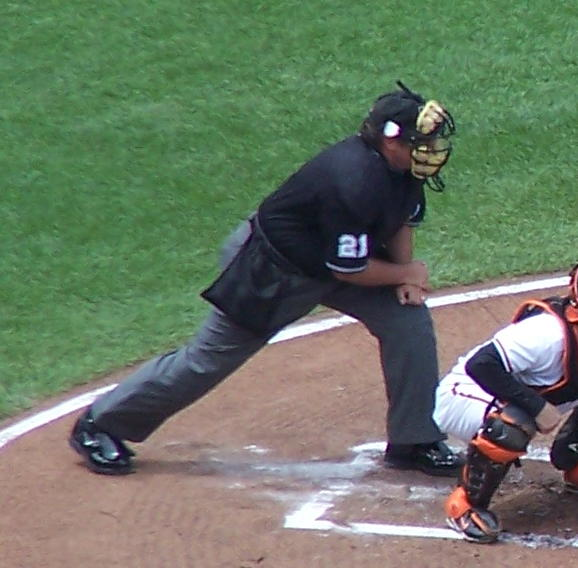
シザーススタンスで構える球審（ハンター・ウェンデルステッド）

インサイドプロテクターを使用する際は、以下詳説するスロットスタンス、ボックススタンス、シザーススタンス、ニースタンスの4つの構え方のいずれかを採用する。人それぞれ体型や身長が違うので、どの構えが見やすいかは個人によって差があるが、いずれの構えも身体の中心は本塁の打者側の縁に位置するのが基本である。
アウトサイドプロテクターを使用する際は、両肩にかけた状態で身体の中心をホームプレート真ん中に合わせ、両足を開き自然体で構える。左右打者を問わず、また捕手が左右いずれかに寄ろうと関係なく、アウトサイドでの球審は常にホームプレート真ん中で構える。次に投手がモーションを起こすと同時に両足を並行に肩幅より広めに開き、プロテクターのくぼみ部を下顎にぴったりとくっつけ、腰と膝を曲げてやや前傾姿勢で構える。このとき、プロテクターはインジケーターを持った左手のみで支え右手は軽く左手に添える。また、構えたときにプロテクターをあまり前に突き出さず、心持ち少し前に出す程度にする。
アウトサイドプロテクターを用いた場合でも、インサイドプロクターを用いた場合でも、構えたらその位置から投球を目だけで追い、投球の方向へ顔や身体を動かしてはいけない。
スロットスタンス
身体の中心を本塁の打者側の縁に位置し、足の置き方は右打者の場合、左足の爪先を捕手の踵と平行に置き投手方向へ向ける。右足は自分自身が楽な姿勢位置まで広げ（一般的には肩幅よりやや広く）、投手と正対して、やや前傾姿勢で構える。腕の位置は打者側の腕を曲げて腹付近に置き、反対側の腕は太腿の後部に置く。または両腕を両太腿の内側に置き、手は自然とぶら下げるか軽く握る。いずれの構えも左打者の場合、左右手足の位置が逆になる。久保田治がこの構えだった。現役審判員では、木内九二生や深谷篤、秋村謙宏らはこの構え方である。この構え方は、アマチュア野球で最も推奨されている構え方であり、かつ、日本のアマチュアでは球審はこの構え以外で務めることは原則として認められていない。
ボックススタンス
両足を平行に並べ、肩幅よりやや広めに開き、爪先を投手へ向けて構える。構える位置と両腕の位置はスロットスタンスと同じ。橘髙淳や笠原昌春、敷田直人などはこの構えである。最近のプロ野球審判員で一番多い構え方となっている。
シザーススタンス
打者側の足はスロットスタンスと同じで、反対側の足を肩幅程度に開き、投手がモーションを起こすと同時に反対側の足を後ろへ伸ばす。腕は打者側の腕を曲げて打者側の膝に置くが、反対側の腕は引いた足に軽く添える。この構え方は、主にプロ野球審判員に多く見られる構え方で、有名なのは小林毅二である。井野修が2002年途中から2004年シーズンまで、友寄正人が1992年シーズン右打者のときのみと2004年シーズン左打者のときのみ、森健次郎が2006年シーズンまで、林忠良が2001年シーズンごろ、この構え方でそれぞれ球審をしていた。2024年現在、岩下健吾、白井一行、原信一朗、土山剛弘、須山祐多らがこの構えである。ただ、友寄正人が審判長となってから、このスタンスで構える審判員が大幅に減少している。石山智也と川口亘太、小林和公らは、友寄が審判長となってから、いずれも構えをボックススタンスに変更した。
ニースタンス
シザースタンスと変わらないが、打者側と反対側の足を地面に着け、構えに入るときは前傾姿勢で構える。平光清や村田康一などがこの構え方だった。現役審判員では橋本信治が2015年シーズンから2016年シーズンまでこのスタイルに酷似したスタンスで構えていた。
個性的な構え
上記のいずれにも当てはまらない個性的な構えをする審判員もいる。代表的なのは、セ・リーグでは井野修（2002年途中～2004年シーズンを除く）や谷博、パ・リーグでは林忠良や柿木園悟、小寺昌治など。井野は、ボックススタンスで構えるが、腰を地面スレスレまで下ろして構える。最近では、森健次郎や村山太朗が大きく股を開き、ボックススタンスともシザースタンスとも見えるような独特の構えで球審を務めている。また、杉永政信はシザースタンスで構えるが、立ち腰に近い姿勢で構えている。2018年シーズンまでシザースタンスで構えていた西本欣司は、かなり低い位置まで体をかがめて構えている。前述した橋本信治も、一時期ニーススタンスとシザースタンスを取り込んだような構え方で球審を務めていた。

### マスクの外し方
アウトサイドプロテクターではマスクは左手で外すか（プロ野球においては、田中俊幸と三浦真一郎、小林毅二が常に左手で外していた）、右手で外して左脇に抱えるか左手に持ち替える。この場合、セーフと判定するときは片腕でもよい。
インサイドプロテクターではマスクを左手で外す。右手はアウト・セーフの判定を示すための手であるので、その右手をいつでも瞬時に使えるようにするのが目的である。その際、左手でマスクの左隅部分を持って正面（打球の方向。ただし、捕手ファウルフライを除く）を向いたまま外す。

### アウトサイドプロテクターの外し方
右腕をベルトから抜く。左脇を開け、右手の掌をプロテクターの右角に当て、そのまま押し上げ、背中に背負う。押し上げる間がなければ、左脇に挟んでもよいし、左肘にかけている状態でもよい。いずれの場合も、プレイの判定に支障が出ないように気をつけなければならない。
背中に上げたら左脇を閉めて、プロテクターが下がってこないよう支える。
なおプロ野球において、試合中常にプロテクターを背負っていた審判員は、山本文男、藤本典征、福井宏がいる。

## 審判員の装備

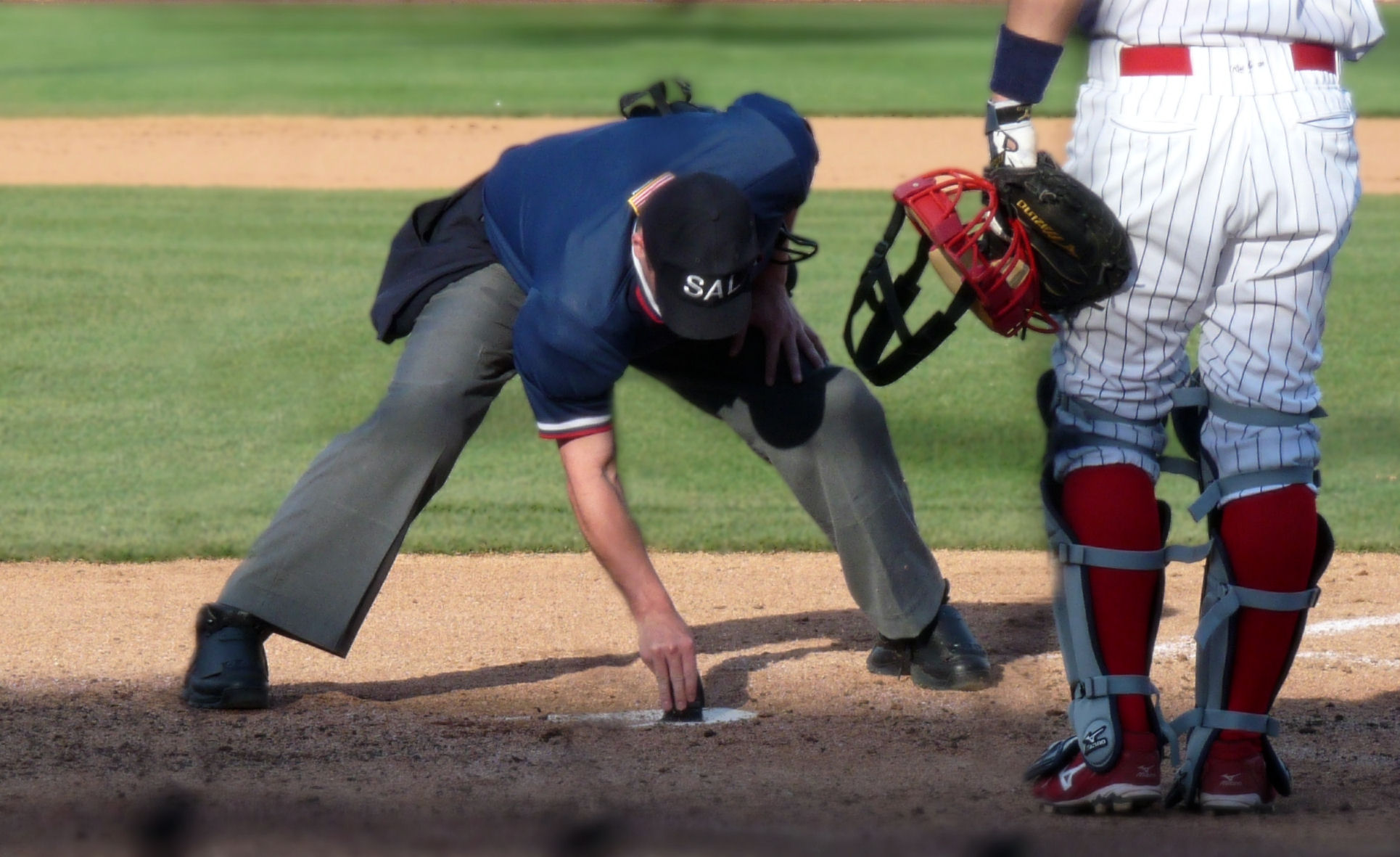
本塁を掃く審判

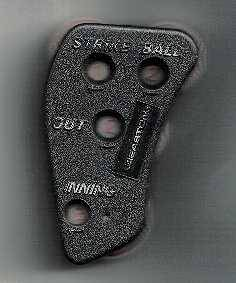
インジケーター

野球の審判員を行う際には、審判服・審判帽を着用し、
1. カウントを数えるインジケーター
2. 塁を掃くブラシ
3. 審判靴
4. 各野球連盟などが主催する試合では、その連盟を表すマーク（ワッペン）

などが必要である。球審ではこれに加え
1. マスク（喉を保護するスロートガードつきが主流）
2. 肩、鎖骨、胸、腹までをガードするチェストプロテクター。アマチュア野球ではアウトサイドプロテクターが主だったが、フォーメーション変更に伴い1999年ころからインサイドプロテクターが主流となっている
3. 急所を保護するカップ
4. 膝下のレガース
5. ボール袋
6. メンバー表入れ
7. 審判靴。球審が履く審判靴は、靴の先端が安全靴のように固い仕様になっているもの
8. 審判帽。球審はマスクを付け、とっさのときには素早くこれを外さなければならないので、塁審に比べツバが短いものを着用する。ただし、マスク一体型のものであれば、審判帽の着帽はしなくてよい

などが必要となる。ただし、野球のレベル、硬式・軟式の違いなどによって、この中から省くものもある。

### 球審の服装
一般に、スポーツの審判員は同じ服装で試合に臨むのが原則である。しかし野球では、球審だけが違う審判服を着ていることもある。これは、球審がインサイドプロテクターを装着することにより、塁審と暑さ・寒さの感じ方が変わるうえに、個人によって暑がり・寒がりもいるため、気候やその日の天候、個人のコンディションなどを考慮し、球審は最も審判しやすい服装で臨んでよいという申し合わせがなされているからである。
たとえば塁審はブルゾンであるのに対して球審は半袖シャツかブレザー、塁審は黒色シャツであるのに対して球審は水色シャツ、塁審は長袖シャツだが球審は半袖シャツなどの服装の違いが見られることもある。